# Encasillado

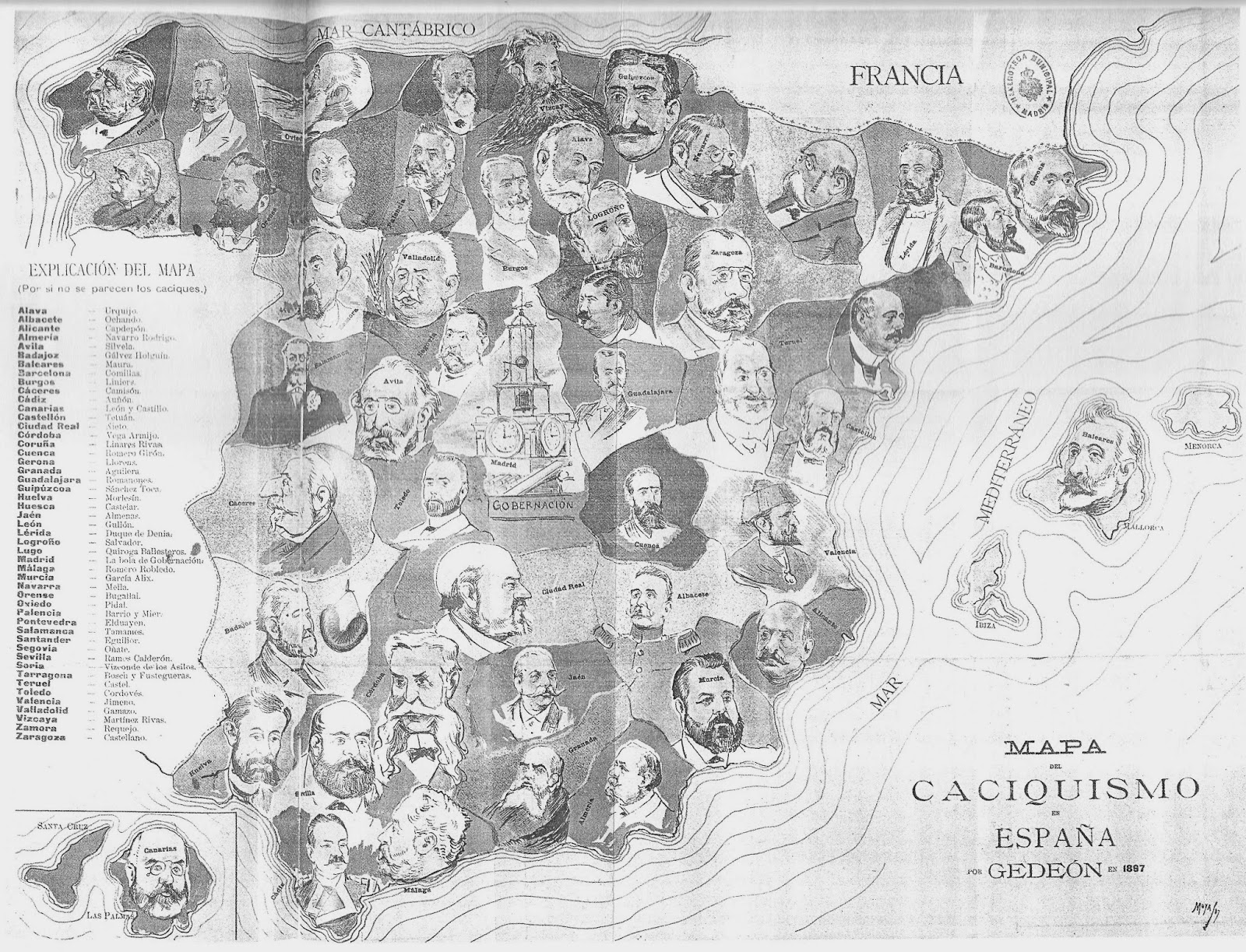
«Mapa del caciquismo en España», de Moya (1897). Aparecen los principales diputados con arraigo por provincia, cuyo escaño no se negociaba en el encasillado, y que eran los grandes caciques del régimen político de la Restauración.

El encasillado fue el sistema que se utilizó para asignar los escaños en las elecciones generales del periodo de la Restauración borbónica en España antes de que se celebraran, asegurándose después que ese sería el resultado mediante el fraude electoral gracias a la «influencia» que ejercía el gobierno y a la amplia red caciquil extendida por todo el territorio. Se denominaba así porque se trataba de «encajar» a los candidatos de los dos «partidos del turno» (Conservador y Liberal) en la «retícula de casillas» constituidas por los más de 300 distritos uninominales y el alrededor del centenar de escaños de las 26 circunscripciones plurinominales. El encargado de realizar el «encasillado» era el ministro de la Gobernación del gobierno entrante que de esta forma se aseguraba una mayoría holgada en el Parlamento, ya que en el régimen político de la Restauración los gobiernos cambiaban antes de las elecciones, y no después como en los regímenes parlamentarios (no fraudulentos).

## Desarrollo
El encasillado era el primer paso (y el fundamental) en el mecanismo del fraude electoral que caracterizaba a las elecciones durante la Restauración borbónica en España ―y que el sistema electoral por distritos uninominales facilitaba enormemente―. El objetivo era el reparto pacífico de los escaños entre el «partido del turno» que acababa de recibir el encargo de formar gobierno por parte de la Corona y el que hasta entonces había gobernado y pasaba a la oposición. El primero obtenía una mayoría holgada de diputados ministeriales en las Cortes y el segundo un número mucho menor de escaños pero suficiente para desempeñar su papel de «leal oposición» ―generalmente medio centenar―. El historiador José Varela Ortega ha definido así el encasillado: «Literalmente, es y significaba el proceso por el cual “el ministro de la Gobernación fabrica[ba] las elecciones” colocando en casillas correspondientes a cada distrito los nombres de los candidatos ―ya fueran ministeriales o de oposición― que el gobierno había decidido apadrinar o tolerar».

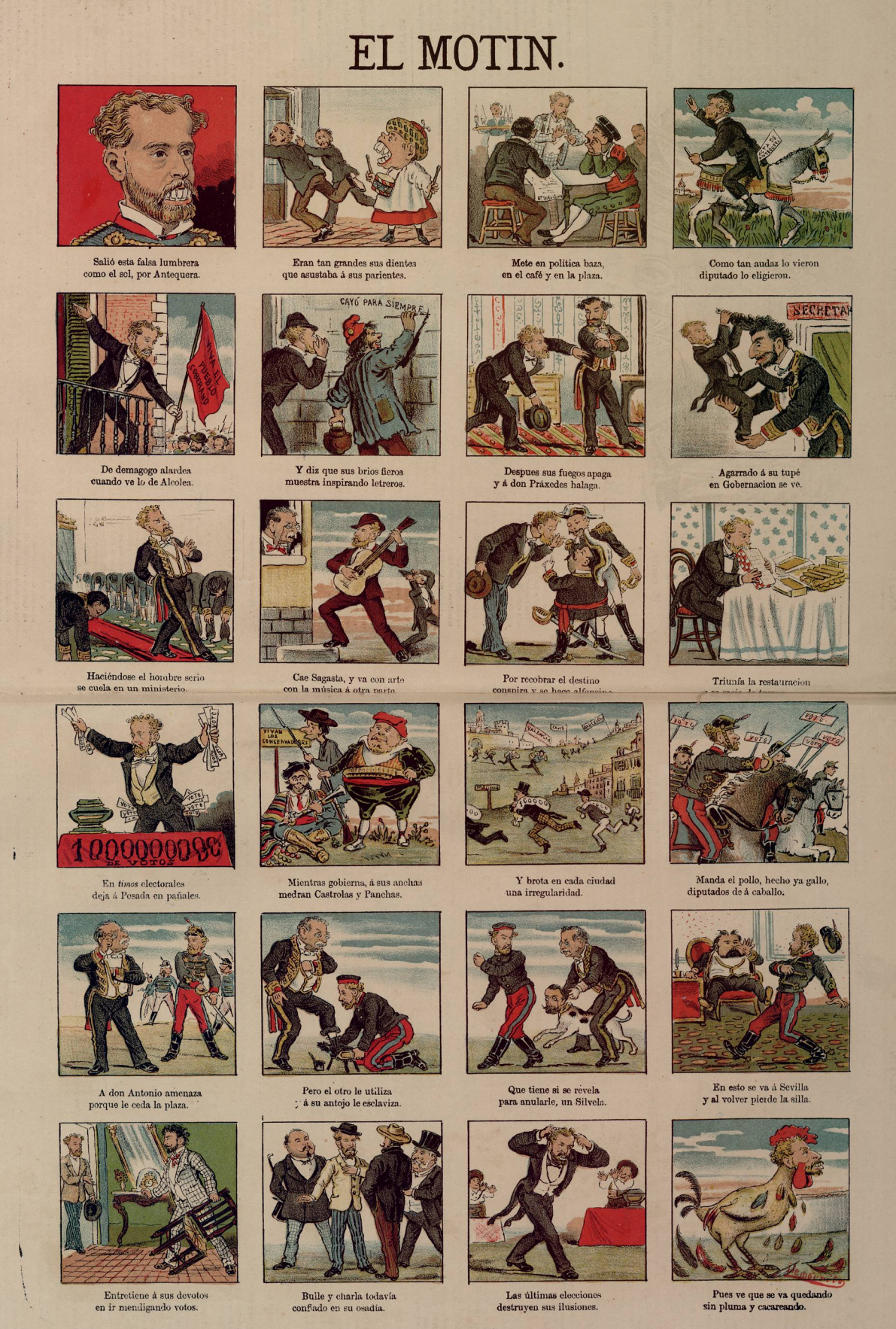
Caricatura en forma de auca sobre la carrera política de Francisco Romero Robledo, conocido como El Gran Elector, publicada el 28 de agosto de 1881, pocos meses después de la caída gobierno de Cánovas del que él era el «habilidoso» Ministro de la Gobernación. Uno de los pareados dice: "En timos electorales / deja a Posada en pañales".

La reunión para llevar a cabo el «encasillado» tenía lugar en la sede del Ministerio de la Gobernación, de ahí que, como ha señalado Varela Ortega, «para el candidato, la elección se decidía en los pasillos del Ministerio de la Gobernación». Allí el ministro, convertido en «el Gran Elector» ―cuyo máximo exponente fue Francisco Romero Robledo, que heredó el calificativo de José Posada Herrera del periodo isabelino, pues como él poseía una «extraordinaria capacidad para maniobrar desde el ministerio y escasos escrúpulos para hacerlo, a fin de que los resultados fueran acordes con los deseos del Gobierno y con los suyos propios»―, acordaba con el representante del partido del gobierno saliente el reparto de los distritos, que también solía incluir los que se iban a conceder a los partidos no dinásticos ―por ejemplo, los gobiernos respetaron siempre el escaño de Gumersindo de Azcárate por León o el del carlista Matías Barrio y Mier por Cervera de Pisuerga―.

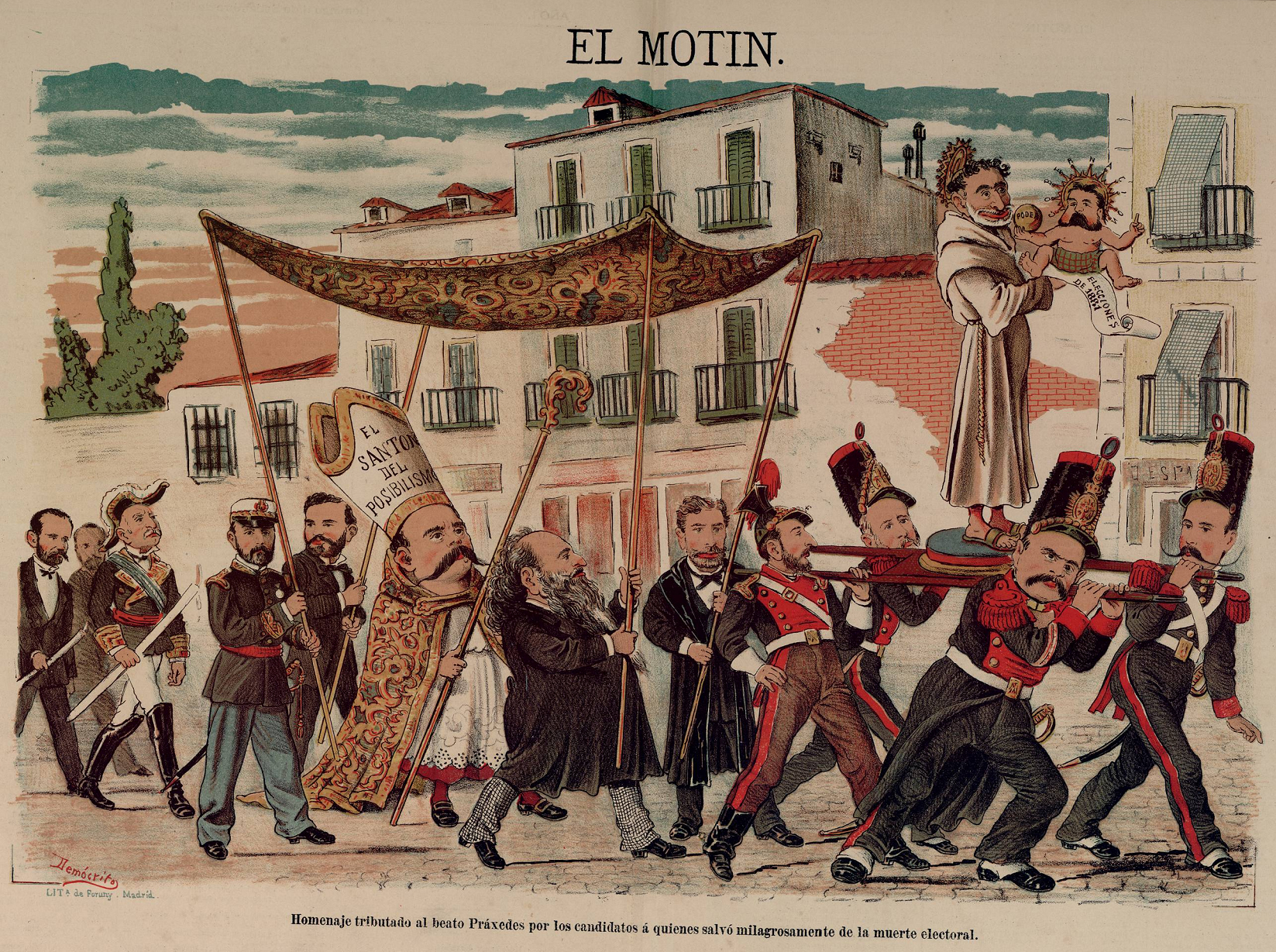
Caricatura de El Motín titulada "Homenaje tributado al beato Práxedes por los candidatos a quienes salvó milagrosamente de la muerte electoral" (1881) y que muestra a varios diputados electos en procesión (bajo palio y con la mitra de obispo el republicano Emilio Castelar) tras el presidente del Gobierno Sagasta llevado en andas, quien en a su vez lleva en brazos al ministro de la Gobernación Venancio González que es quien en realidad ha obrado el milagro.

El ministro de la Gobernación y el representante del gobierno saliente decidían ―aunque en las negociaciones también intervenían los caciques y los líderes de las facciones de los partidos― sobre los distritos disponibles («dóciles», «muertos» o «mostrencos»), cuyos candidatos recibían el nombre de «cuneros» o «trashumantes» (el historiador Carmelo Romero Salvador los llama «aves de paso») porque carecían de arraigo en el mismo, mientras que en principio quedaban fuera del reparto los distritos propios, en los que un determinado diputado, conservador o liberal, tenía asegurada la elección gracias a las redes clientelares que se había labrado allí ―convertido de esta forma en el oligarca local o gran cacique―, por lo que era inútil presentar un candidato alternativo porque saldría derrotado, aunque no dejaban de intentarlo si el que lo ocupaba era del partido contrario al del gobierno. A los diputados de estos últimos distritos José Varela Ortega los ha llamado «candidatos naturales, con arraigo o por derecho propio», y Carmelo Romero Salvador «cangrejos ermitaños» ya que, «así como esos pequeños crustáceos se introducen en una concha vacía de la que resulta muy difícil desalojarlos, así también ellos se hicieron con la representación de un distrito llegando a ser en él inamovibles», constituyendo así «cacicatos duraderos, con un mismo diputado a lo largo de varias legislaturas».

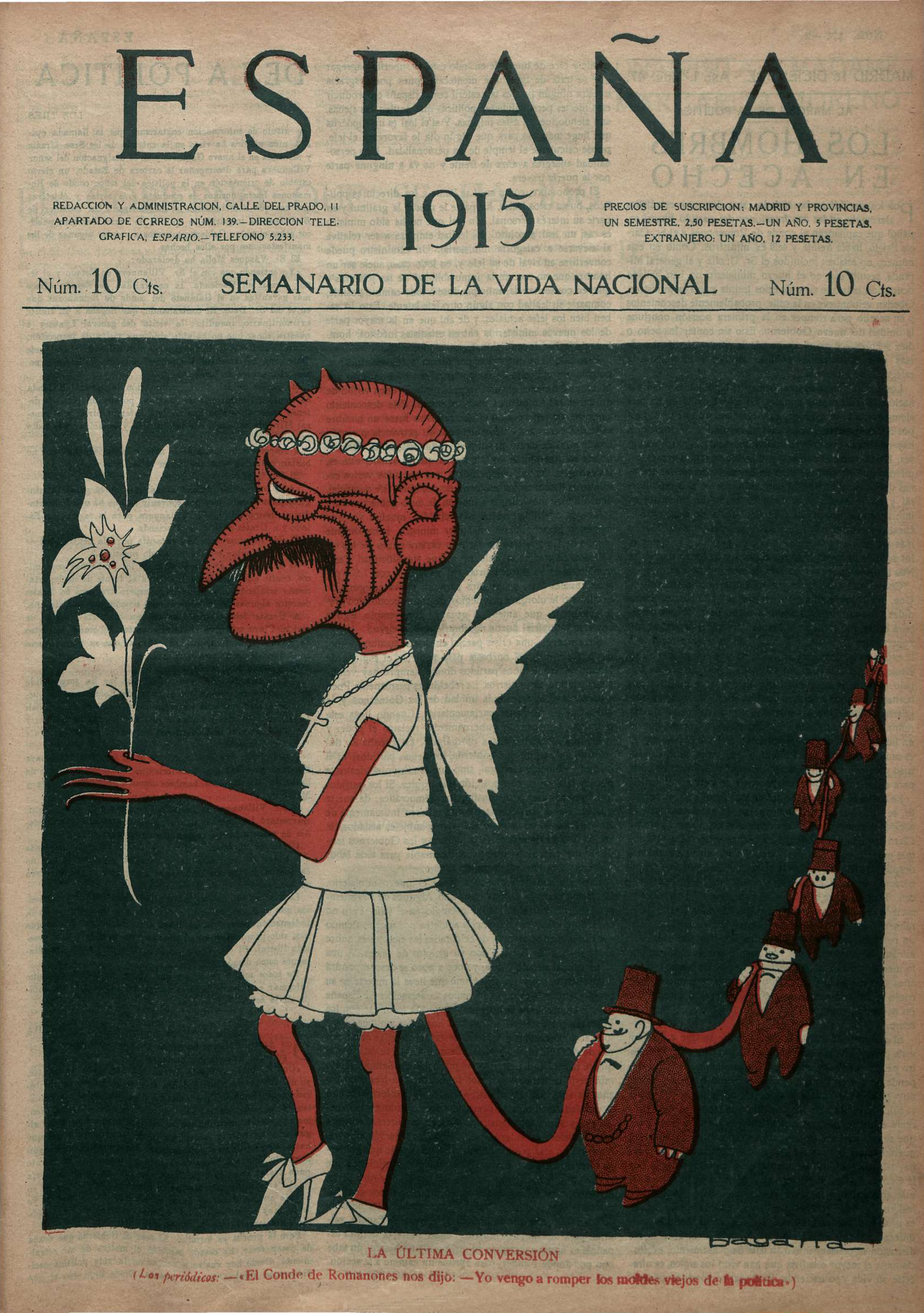
"La última conversión. (Los periódicos:—«El Conde de Romanones nos dijo: —Yo vengo a romper los moldes viejos de la política»)". Caricatura de Luis Bagaría en la portada de la revista España (16 de diciembre de 1915), en la que aparece representado el conde de Romanones.

Romero Salvador ha destacado que a lo largo de la Restauración fueron aumentando los distritos ocupados por «cangrejos ermitaños» ―que repetían acta independientemente de cuál fuese el partido en el gobierno― con la consiguiente disminución de los distritos «libres», lo que estrechó el margen de maniobra de los gobiernos para colocar a los diputados en el «encasillado». «La prueba de ello está en que ganando siempre las elecciones el partido que las convocaba, la diferencia de escaños con el otro partido fue siendo cada vez menor a lo largo de las dos primeras décadas del siglo XX».
Este mismo historiador ha elaborado un listado de los diputados por un mismo distrito durante diez veces o más en la época de la Restauración que suma un total de 68, 32 conservadores y 32 liberales, más tres republicanos (uno de ellos Gumersindo de Azcárate por el distrito de León) y un católico independiente (por el distrito de Zumaya). Entre los conservadores destacan Antonio Maura (diecinueve veces diputado ininterrumpidamente entre 1891 y 1923 por el distrito de Palma de Mallorca), Francisco Romero Robledo (diputado durante 21 legislaturas por diferentes distritos) y Eduardo Dato (17 legislaturas, doce de ellas por el distrito de Murias de Paredes); y entre los liberales José Canalejas (trece legislaturas por diferentes distritos) y el conde de Romanones (diecisiete legislaturas ininterrumpidas por el distrito de Guadalajara). Además ha constatado la existencia de sagas familiares de diputados como las encabezadas por Cánovas ―tres hermanos, cuatro sobrinos, un cuñado y un concuñado fueron diputados―, por Sagasta ―un hijo, un yerno, un nieto y varios tíos y primos carnales―, por Francisco Silvela ―dos hermanos, su suegro, sus cuñados y un sobrino―, o por Antonio Maura ―tres hijos―. También hubo diputados que «heredaron» los distritos de sus padres. El cronista parlamentario del diario conservador ABC Wenceslao Fernández Flórez escribió en 1916:

Cuando escribimos estos renglones, aún no se vulneró aquel precepto de que la nación no puede ser patrimonio de ninguna familia ni persona. Aún no es, en efecto, de una sola familia, es de unas cuatro o cinco, que tienen hijos, yernos, tíos, primos, sobrinos, nietos y cuñados en todos los puestos y en todas las Cámaras.

El artículo 29 de la Ley electoral de 1907, promovida por el conservador Antonio Maura, simplificó el «encasillado» al establecer que en aquellos distritos en que se presentara un único candidato este resultaría elegido sin necesidad de realizar la votación (Carmelo Romero Salvador ha destacado la paradoja que suponía privar a unos electores del voto cuando la ley por primera vez en España lo establecía como un deber y multaba a las personas que no votaran). El artículo 29 estuvo vigente durante las siete elecciones siguientes y en las mismas 734 escaños, una cuarta parte del total, fueron cubiertos por este sistema ―en las de 1916, convocadas y ganadas por el gobierno del liberal conde de Romanones, y en las de 1923, convocadas y ganadas por el gobierno del liberal Manuel García Prieto, un tercio de los diputados obtuvieron el escaño sin pasar por las urnas; «en ambas casi hubo tantos electores privados de poder ejercer su voto (un millón setecientos mil), como votantes (dos millones) en aquellos distritos y circunscripciones en los que sí hubo elección»―. Carmelo Romero Salvador ha explicado así la aplicación tan extendida del artículo 29: «Dado que pasar por las urnas siempre suponía a partidos y candidatos, incluso cuando la elección estaba asegurada, molestias, gastos y una mayor dependencia de las peticiones personales y colectivas de los electores, llegar a acuerdos para evitar competencias entre ellos se convirtió en un objetivo altamente deseado».